# Giacinto Romano
Giacinto Romano (Eboli, 26 ottobre 1854 – Milano, 7 febbraio 1920) è stato uno storico italiano, docente di storia moderna nelle università di Messina e Pavia, dove è ricordato come un riformatore degli studi di storia moderna e medievale.
È conosciuto soprattutto per i suoi studi sull'evoluzione politica italiana e l'importanza della Signoria come sintomo precursore dell'Unità d'Italia, e per quelli sul potere politico e territoriale della Chiesa e delle sue lotte contro i nascenti stati moderni.
Fu fondatore nel 1901 e presidente, fino alla morte, della Società Pavese di Storia Patria.
Coordinatore nel 1919, insieme a Gaetano Salvemini e altri, di un'innovativa Storia d'Italia, presso l'editore Vallardi, rappresentativa di un nuovo corso storiografico (a cui aderirono personaggi del calibro di Croce e Gentile) che alla luce della partecipazione italiana alla Grande guerra si proponeva di riscrivere la storia "spirituale e sociale del popolo italiano".
Altre opere furono:
- Messina nel Vespro siciliano, scritta durante l'insegnamento all'università di Messina (1896),
- Le dominazioni barbariche in Italia (1909), sintesi della storia politica italiana nel periodo che andava dal 395 al 1024,
- Gli studi di storia moderna negli ultimi cinquant'anni (1912).

Il primo convegno su Giacinto Romano ad Eboli risale al 1988, per iniziativa di una docente di Eboli, Angela Immediato, che scriveva su "Nuovo meridionalismo". Fu per l'occasione edito un numero speciale di "Nuovo meridionalismo" (n. 35 del 1988) interamente dedicato allo storico ebolitano.